# Чарни-Ляс (Пясечинський повіт)
Чарни-Ляс (пол. Czarny Las) — село в Польщі, у гміні Ґура-Кальварія Пясечинського повіту Мазовецького воєводства.
Населення — 384 особи (2011).
У 1975-1998 роках село належало до Варшавського воєводства.

## Демографія
Демографічна структура станом на 31 березня 2011 року:
|          | Загалом | Допрацездатний вік | Працездатний вік | Постпрацездатний вік |
| -------- | ------- | ------------------ | ---------------- | -------------------- |
| Чоловіки | 179     | 31                 | 126              | 22                   |
| Жінки    | 205     | 32                 | 122              | 51                   |
| Разом    | 384     | 63                 | 248              | 73                   |